# Scuol
Scuol (do 1943 Schuls, 1943–1970 Scuol/Schuls) – miejscowość i gmina w Szwajcarii, w kantonie Gryzonia, siedziba administracyjna regionu Engiadina Bassa/Val Müstair. Jest największą gminą pod względem liczby mieszkańców oraz powierzchni jednocześnie w regionie. 1 stycznia 2015 do gminy przyłączono gminy Ardez, Ftan, Guarda, Sent i Tarasp.

## Demografia
W Scuol mieszka 4601 osób. W 2020 roku 20,8% populacji gminy stanowiły osoby urodzone poza Szwajcarią. Przeważająca część mieszkańców (49,43%) jest retoromańskojęzyczna.

## Współpraca
Miejscowość partnerska:
- Le Landeron, Neuchâtel
- Meiringen, Berno

## Transport
Przez teren gminy przebiega droga główna nr 27.